# Колелото на душите
Колелото на душите (на арабски: رجم الهري‎ [Rujm al-Hīrī]; на иврит: גִּלְגַּל רְפָאִים [Gilgal Refā'īm / Rogem Hiri]) е древен мегалитен паметник, състоящ се от 5 концентрични кръга с гробна могила в центъра.
Обектът се намира в окупираната от Израел част от Голанските възвишения, принадлежащи на Сирия според Съвета за сигурност на ООН, на около 16 km от Галилейско море, по средата на голямо плато, където се намират множество долмени.

## Описание и особености
Мегалитният паметник е изграден от повече от 42 000 базалтови скални къса подредени в концентрични кръгове, в центъра на които е разположена могила с чисочина 4.6 m. Някои от кръговете са недовършени. Най-външният кръг е с диаметър 160 m и височина 2,4 m. Градежът и синхроничните му близки поселища са датирани от археолозите към ранната Бронзова епоха (3000 – 2700 г. пр. Хр.).
Предполага се, че обектът е служел за своеобразна обсерватория в древността. По време на археологическите проучвания в заложените сондажи учените откриват много малко находки, което ги кара да предложат хипотезата, че по-скоро обектът е ритуален център свързан с култа към мъртвите, отколкото фортификационно съоръжение или жилищен градеж. Въпреки това, все още няма научен консенсус за предназначението на обекта, тъй като това е единственият по рода си мегалитен градеж в Близкия изток.

## Етимология на името
Названието Rujm el-Hiri – в превод „камменната грамада на дивата котка“ се чете на много сирийски карти на мястото. Значението на думата „rujm“ на Арабски също може да значи и „погребална могила“.
Другата версия на Иврит на наименованието на обекта се транскрибира като „Gilgal Refā'īm/Galgal Refā'īm“ – в превод „Колелото на душите“ или „Колелото на духовете“. Като коренът на думата „Refā'īm“ – тук – „дух/душа“ във Стария завет – рафаим се използва за позоваване на племето от гиганти – Рафаими, които в древността са обитавали библейския Башан (древният Голан).

## Особености на градежа
Размерът на археологическия обект и местоположението му, както и фактът, че е изграден на плато, където се наблюдават множество долмени е обусловен от факта, че Голанските възвишения са били място на засилена вулканична активност, благодарение на която на мястото са се формирали множество базалтови скали. Теглото на скалните късове, от които е изграден обектът е между 37 500 – 40 000 тона, което според изчисленията на Майк Фрайкман се равнява на 25 000 работни дни, които са били необходими за изграждането и транспортирането на строителния материал. Колелото на душите е един от най-масивните древни градежи, като често е наричан „Стоунхендж на Леванта“.
Най-външният кръг на мегалитния паметник е с леко овална форма, а в диаметъра му са изградени четири по-малки концентрични кръга, всеки от които е по-тънък от предходния. Могилата в центъра на обекта е изградена от по-малки скални късове и се предполага, че градежът е осъществен, след като обектът е бил напълно завършен. Могилата е с диаметър 20 m и височина 4.5 m.
Обектът има два входа – един обърнат на североизток – широк 29 m и един на югоизток – широк 26 m. Североизточния вход води към алея дълга 6.1 m завършваща в центъра на обекта и се предполага, че маркира изгрева на Слънцето през месец юни. Оста на могилата в центъра на обекта е предмет на подобно съответствие.

## Археологическо проучване
Първото теренно проучване на мегалитния паметник е осъществено през 1967 – 1968 от израелските археолози Шмаря Гутман и Клеър Епщайн. Организираните археологически разкопки на обекта започват през 80-те години на ХХ в. под ръководството на проф. Моше Кошави и проф. Йони Мизрахи, като част от проект наречен „Археологически проект Земята на Гешур“.
За предназначението на обекта има няколко хипотези:
- Култово предназначение – според тази хипотеза, на мястото са извършвани религиозни церемонии изпълнявани през най-дългия и най-късия ден на годината. Около 3000 г. пр. Хр. в най-дългия ден на годината първите лъчи на слънцето са прониквали през североизточната порта на обекта под неправилен ъгъл, за което учените предполагат, че древните строители не са имали достатъчно прецизни архитектурни инструменти, за да планират градежа така, че ъгълът да е по-прецизно „уловен“. Древните обитатели на мястото, вероятно са почитали боговете на плодородието – Ищар и Думузи на мястото. След изграждането на гробната могила в центъра на съоръжението слънчевите лъчи са били блокирани и мястото е загубило значението си като календарно-култово съоръжение.[11]

- Погребално съоръжение – изглежда, че мястото е било използвано за погребални цели на племенни лидери или владетели, като тази теория се обляга на фактът, че някои долмени са ползвани като гробници, а обектът е в близост до множество такива изградени на платото. Трябва да се има предвид фактът, че не са открити никакви човешки останки по време на археологическите проучвания, а самата „гробна могила“ в центъра е изградена близо 1000 години по-късно в центъра на обекта.

- Дакма (Кула на мълчанието) – израелският археолог Рами Арав предлага хипотезата, че мястото е използвано за съоръжение, използвано в традиционните зороастрийски погребения, като тук човешките трупове са били полагани в древността, за да могат птиците да „почистят“ тъканите от костите.[12]

- Календарно съоръжение – има теория, че мястото е използвано за календар от древните обитатели на региона – по време на двете годишни равноденствия през пролетта и есента първите слъчеви лъчи преминават между две двуметрови скали (с дебелина 5 m) разположени на източната страна на съоръжението. Според Антъни Авени и Йонатан Мизрахи входът към централната част се е „отварял“ по време на изгрева в деня на лятното слънцестоене. Прорези в скалите маркират лятното и есенното равноденствие.[13]

- Астрономическа обсерватория – много е вероятно мястото да е било ползвано за астрономически наблюдения свързани по някакъв начин с религията и важни за мито-ритуалните практики на древните. Различни изследователи са открили, че паметникът е изграден в мащаби, общи за други периоди и структури, които частично са подравнени по някои звезди и съзвездия.[14]

През 2007 г. на мястото на обекта са проведени нови археологически разкопки от Йозеф Гарфинкъл и Майкъл Фрейкмън от Hebrew University of Jerusalem. През лятото на 2010 г. Фрейкмън изследва допълнително обекта, като фокусът на търсенията му е върху датирането и предназначението. Той твърди, че погребалната могила изградена в центъра на обекта датира от времевия период на изграждането на каменните кръгове около нея. Фрейкмън се базира на откритието на откритието на игла открита в преддверието на гробната камера, която е датирана в Халколита.